# تجمع الشاحطة (المحفد)

تعديل مصدري - تعديل

تجمع الشاحطة هو أحد التجمعات البدوية في عزلة المحفد بمديرية المحفد التابعة لمحافظة أبين، بلغ تعداد سكانها 51 نسمة حسب تعداد اليمن لعام 2004.